# Ítélet Nürnbergben
Az Ítélet Nürnbergben (Judgment at Nuremberg) 1961-ben bemutatott amerikai történelmi filmdráma, Stanley Kramer rendezésével. A film főszereplője Spencer Tracy, Burt Lancaster, Marlene Dietrich és Maximilian Schell.

## Cselekménye
A második világháború befejezése után megkezdődött a német háborús bűnösök felelősségre vonása. A megszállt Németországban, Nürnberg városában több per is zajlik. Ezek egyikében négy német bíró áll amerikai bíróság elé. Ezek az emberek teljes mértékben kiszolgálták a náci rendszert. Közülük egyedül Dr. Janning az, aki nem próbálja tagadni a bűnösségét. Mindezt azzal magyarázza, hogy honfitársaihoz hasonlóan ő sem figyelt fel a rémtettek előjeleire. Az ügyben Dan Haywood bíró ítélkezik. Az idős bíró nehéz helyzetben van, a borzalmak ellenére tárgyilagosnak kell maradnia.

## Szereplők
| Szerep                                      | Színész            | Magyar hang        | Magyar hang        | Magyar hang   |
| Szerep                                      | Színész            | 1. szinkron (1965) | 2. szinkron (2001) | 3. szinkron   |
| ------------------------------------------- | ------------------ | ------------------ | ------------------ | ------------- |
| Dan Haywood főbíró                          | Spencer Tracy      | Egri István        | Makay Sándor       | Kertész Péter |
| Dr. Ernst Janning, vádlott                  | Burt Lancaster     | Várkonyi Zoltán    | Mécs Károly        | ?             |
| Tad Lawson ezredes, ügyész                  | Richard Widmark    | Somogyvári Rudolf  | Barbinek Péter     | Mihályi Győző |
| Bertholt-né                                 | Marlene Dietrich   | Mezey Mária        | Básti Juli         | ?             |
| Hans Rolfe, vezető védőügyvéd               | Maximilian Schell  | Lőte Attila        | Kőszegi Ákos       | Kassai Károly |
| Irene Hoffman Wallner                       | Judy Garland       | Bánki Zsuzsa       | Andresz Kati       | ?             |
| Rudolph Petersen, vád tanúja                | Montgomery Clift   | Avar István        | Holl Nándor        |               |
| Burkette szenátor                           | Edward Binns       | ?                  | Konrád Antal       | ?             |
| Emil Hahn, vádlott                          | Werner Klemperer   | ?                  | Cs. Németh Lajos   | ?             |
| Werner Lampe, vádlott                       | Torben Meyer       | Kőmíves Sándor     | Buss Gyula         | ?             |
| Friedrich Hofstetter, vádlott               | Martin Brandt      | ?                  | Dobránszky Zoltán  | ?             |
| Harrison Byers százados, Haywood segédje    | William Shatner    | Bodrogi Gyula      | Viczián Ottó       | ?             |
| Kenneth Norris bíró                         | Kenneth MacKenna   | ?                  | Perlaki István     | ?             |
| Matt Merrin dandártábornok                  | Alan Baxter        | Szabó Ottó         | Szokolay Ottó      |               |
| Curtiss Ives bíró                           | Ray Teal           | ?                  | Uri István         | ?             |
| Halbestadt-né, Haywood házvezetőnője        | Virginia Christine | ?                  | Menszátor Magdolna | ?             |
| Halbestadt, Haywood komornyikja             | Ben Wright         | ?                  | Szélyes Imre       | ?             |
| Abe Radnitz őrnagy, Lawson asszisztense     | Joseph Bernard     | Bodor Tibor        | Koncz István       | ?             |
| Dr. Karl Wieck, volt igazságügyminiszter    | John Wengraf       | ?                  | Versényi László    | ?             |
| Dr. Heinrich Geuter, Feldenstein ügyvédje   | Karl Swenson       | Benkő Gyula        | Kardos Gábor       | ?             |
| Hugo Wallner, Irene férje                   | Howard Caine       | Kállai Ferenc      | Pálfai Péter       | ?             |
| Pohl, náci kivégző                          | Otto Waldis        | Képessy József     | Faragó András      | ?             |
| Elsa Lindnow, szemtanú a Feldenstein-ügyben | Olga Fabian        | Pártos Erzsi       | Várnagy Katalin    | ?             |
| Schmidt, Haywood sofőrje                    | Paul Busch         | ?                  |                    | ?             |
| Max Perkins, UP-riporter                    | Bernard Kates      | ?                  | Juhász György      | ?             |

## Díjak és jelölések
Oscar-díj
- díj: a legjobb férfi főszereplő – Maximilian Schell
- díj: a legjobb adaptált forgatókönyv – Abby Mann
- jelölés: a legjobb férfi főszereplő – Spencer Tracy
- jelölés: a legjobb férfi mellékszereplő – Montgomery Clift
- jelölés: a legjobb női mellékszereplő – Judy Garland
- jelölés: a legjobb rendező – Stanley Kramer
- jelölés: a legjobb vágás – Frederic Knudtson
- jelölés: a legjobb operatőr – Ernest Laszlo
- jelölés: a legjobb látványtervezés – Rudolph Sternad és George Milo
- jelölés: a legjobb jelmeztervezés – Jean Louis

David di Donatello-díj
- díj: a legjobb külföldi film – Stanley Kramer

Golden Globe-díj
- díj: a legjobb rendező – Stanley Kramer
- díj: a legjobb férfi főszereplő – Maximilian Schell
- jelölés: a legjobb női mellékszereplő – Judy Garland

BAFTA-díj
- jelölés: a legjobb film